# (14042) Agafonov
(14042) Agafonov (1995 UG5) – planetoida z pasa głównego asteroid okrążająca Słońce w ciągu 3,29 lat w średniej odległości 2,21 j.a. Odkryta 16 października 1995 roku.